# Álvaro Rico
Álvaro Rico Ladera (Toledo, 13 de agosto de 1996)  é um ator espanhol. Ele é mais conhecido por interpretar o personagem Polo na série original da Netflix, Elite.

## Carreira
Em 2011, Álvaro iniciou sua carreira como ator em uma adaptação teatral de La Celestina e sua estreia na televisão foi em 2017 em um episódio da série espanhola Centro médico. Também em 2017 interpretou Nicolás na Velvet Colección.
No final de 2017, foi anunciado que ele seria um dos protagonistas da segunda série original da Netflix espanhola intitulada Elite, onde divide o elenco com atores como Miguel Herrán e Ester Expósito. Na série, ele interpretou Polo, um jovem bissexual que estrela um trio amoroso com Carla (Expósito) e Christian (Herrán). No ano de 2021, ele deu uma entrevista para a revista Vanity Teen falando sobre o impacto da série na sociedade e suas próximas apresentações.

## Trabalhos

### Televisão
| Ano             | Título                | Personagem                       | Notas                            | Ref.   |
| --------------- | --------------------- | -------------------------------- | -------------------------------- | ------ |
| 2017            | Centro médico         | Diego Bravo                      | 1 episódio                       |        |
| 2017            | Velvet Colección      | Nicolás                          | 7 episódios                      | [ 9 ]  |
| 2018 - 2020     | Élite                 | Leopoldo "Polo" Benavent Villada | Personagem regular; 24 episódios | [ 10 ] |
| 2020            | Relatos con-fin-a-dos | Teo                              | 1 episódio                       |        |
| 2020 - presente | El Cid                | Nuño Álvarez de Carazo           | 5 episódios                      | [ 11 ] |
| 2021            | La caza. Tramuntana   | Miquel Torres Bosch              | 7 episódios                      | [ 12 ] |
| 2021            | Alba                  | Jacobo Entrerríos                | 13 episódios                     | [ 13 ] |
| 2022            | Madres. Amor y vida   | Gabriel                          | Futura série                     |        |

### Videoclipes
| Ano  | Título  | Artista         | Personagem |
| ---- | ------- | --------------- | ---------- |
| 2019 | El Faro | The Son of Wood | Mario      |